# Золотий м'яч 1992
«Золотий м'яч 1992»

22 грудня 1992
Найкращий футболіст Європи: 
 Марко ван Бастен
 (втретє)

← 1991 * Золотий м'яч * 1993 →
Золотий м'яч 1992 року — 37-ме щорічне вручення нагороди найкращому футболісту Європи, за підсумками опитування від журналу «Франс Футбол».

## Процедура голосування
Участь у голосуванні за визначення найкращого футболіста в Європі взяли представники 29 футбольних асоціацій УЄФА, зокрема: Австрії, Албанії, Англії, Бельгії, Болгарії, Греції, Данії, Ірландії, Ісландії, Іспанії, Італії, Кіпру, Люксембургу, Мальти, Нідерландів, Польщі, Португалії, Румунії, СНД, Туреччини, Угорщини, Фінляндії, Франції, Німеччини, Чехословаччини, Швейцарії, Швеції, Шотландії та Югославії. Замість зниклого СРСР, так званий СНД представляли Овдій Піналов із київської «Спортивної газети» та Лев Россошик із російського видання «Спорт-Експрес».
Кожен із членів журі обирав п'ятьох футболістів, які, на його думку, є найкращими гравцями Європи. За перше місце нараховували 5 очок, за друге — чотири, за третє — три, за четверте — два, за п'яте — одне очко. Переможець максимально міг отримати 145 очок.
Результати голосування були опубліковані 22 грудня 1992 року в журналі France Football (№ 2437).

## Підсумки голосування
Втретє володарем нагороди став 28-річний нідерландський нападник клубу «Мілан» Марко ван Бастен.
Марко ван Бастен став третім футболістом, після Йогана Кройфа та Мішеля Платіні, який тричі вигравав трофей «Золотий м'яч»,
| Місце | Гравець          | Клуб                     | Країна     | Очки | %      | Місця | Місця | Місця | Місця | Місця | К-ть голосів |
| Місце | Гравець          | Клуб                     | Країна     | Очки | %      | 1-ше  | 2-ге  | 3-тє  | 4-те  | 5-те  | К-ть голосів |
| ----- | ---------------- | ------------------------ | ---------- | ---- | ------ | ----- | ----- | ----- | ----- | ----- | ------------ |
| 1     | Марко ван Бастен | Мілан                    | Нідерланди | 98   | 67.6 % | 11    | 8     | 2     | 1     | 3     | 25           |
| 2     | Христо Стоїчков  | Барселона                | Болгарія   | 80   | 55.2 % | 10    | 5     | 2     | 1     | 2     | 20           |
| 3     | Денніс Бергкамп  | Аякс                     | Нідерланди | 53   | 36.6 % | 1     | 3     | 7     | 6     | 3     | 20           |
|       |                  |                          |            |      |        |       |       |       |       |       |              |
| 4     | Томас Гесслер    | Рома                     | Німеччина  | 42   | 29 %   | 3     | 2     | 3     | 4     | 2     | 14           |
| 5     | Петер Шмейхель   | Манчестер Юнайтед        | Данія      | 41   | 28.3 % | 2     | 1     | 6     | 3     | 3     | 15           |
| 6     | Браян Лаудруп    | Баварія Фіорентіна       | Данія      | 32   | 22.1 % | 1     | 1     | 4     | 3     | 5     | 14           |
| 7     | Мікаель Лаудруп  | Барселона                | Данія      | 22   | 15.2 % |       | 5     |       | 1     |       | 6            |
| 8     | Роналд Куман     | Барселона                | Нідерланди | 14   | 9.7 %  | 1     | 1     |       | 2     | 1     | 5            |
| 9     | Стефан Шапюїза   | Боруссія (Дортмунд)      | Швейцарія  | 11   | 7.6 %  |       |       | 2     | 2     | 1     | 5            |
| 10    | Франк Райкард    | Мілан                    | Нідерланди | 8    | 5.5 %  |       | 1     |       | 2     |       | 3            |
|       |                  |                          |            |      |        |       |       |       |       |       |              |
| 11    | Енцо Шифо        | Торіно                   | Бельгія    | 7    | 4.8 %  |       |       | 1     | 1     | 2     | 4            |
| 12    | Флемінг Поульсен | Боруссія (Дортмунд)      | Данія      | 6    | 4.1 %  |       | 1     |       | 1     |       | 2            |
| 13    | Генрік Ларсен    | Люнгбю Піза              | Данія      | 4    | 2.8 %  |       | 1     |       |       |       | 1            |
| 14    | Йон Єнсен        | Брондбю Арсенал (Лондон) | Данія      | 3    | 2.1 %  |       |       | 1     |       |       | 1            |
| 14    | Паоло Мальдіні   | Мілан                    | Італія     | 3    | 2.1 %  |       |       | 1     |       |       | 1            |
| 16    | Генрік Андерсен  | Кельн                    | Данія      | 2    | 1.4 %  |       |       |       | 1     |       | 1            |
| 16    | Девід Платт      | Барі Ювентус             | Англія     | 2    | 1.4 %  |       |       |       | 1     |       | 1            |
| 16    | Томас Бролін     | Парма                    | Швеція     | 2    | 1.4 %  |       |       |       |       | 2     | 2            |
| 16    | Жан-П'єр Папен   | Олімпік (Марсель) Мілан  | Франція    | 2    | 1.4 %  |       |       |       |       | 2     | 2            |
| 20    | Франко Барезі    | Мілан                    | Італія     | 1    | 0.7 %  |       |       |       |       | 1     | 1            |
| 20    | Руне Братсет     | Вердер                   | Норвегія   | 1    | 0.7 %  |       |       |       |       | 1     | 1            |
| 20    | Андреас Герцог   | Рапід (Відень) Вердер    | Австрія    | 1    | 0.7 %  |       |       |       |       | 1     | 1            |

## Цікаві факти
- Розподіл за амплуа серед 22 футболістів згаданих в анкетах наступний: 1 воротар, 5 захисників, 10 півзахисників та 6 нападників.[3]
- Марко ван Бастен став третім, після Йогана Кройфа та Мішеля Платіні, триразовим володарем нагороди «Золотий м'яч». В історії проведення опитувань, окрім згаданих гравців, щонайменше три нагороди також отримували Кріштіану Роналду (п'ять разів) та Ліонель Мессі (вісім разів).
- Марко ван Бастен здобув свій третій трофей через 4 роки після першої перемоги. Нідерландський футболіст повторив на той час досягнення Франца Бекенбауера (1972—1976 роки).
- Представник Нідерландів всьоме виграв трофей «Золотий м'яч». За цим показником Нідерланди вийшли в лідери, у Німеччини було 6 нагород, у Франції — 5, Англії — 4, в Іспанії, Італії та СРСР — по 3 нагороди.
- Болгарія стала 18-ю країною чий футболіст посів місце у призовій трійці (Христо Стоїчков). Лідером за кількістю попадань у трійку найкращих була Німеччина — 23 призових місця (6+9+8), далі йшли Нідерланди — 15 (7+2+6), Франція (5+3+5) та Англія (4+6+3) — по 13, Італія — 11 (3+7+1) та Іспанія — 10 (3+3+4).
- Вп'яте лауреатом опитування став футболіст «Мілана» — до Марка ван Бастена, який тріумфував тричі, це також вдавалося Джанні Рівері (1969) та Рууду Гулліту (1987).
- «Мілан» став 3-м клубом представник якого виграв трофей «Золотий м'яч» щонайменше 5 разів. «Мілан», «Ювентус» та «Баварія» були лідерами за кількістю виграних трофеїв — по 5, у «Манчестер Юнайтед», «Реала» (Мадрид), «Барселони» залишалося по 3 нагороди.
- 22 згадані в анкетах гравці представляли 12 країн, з них найбільше було від Данії — 7, Нідерландів — 4, Італії — 2 гравці.
- Данці повторили рекорд року для однієї країни — 7 футболістів. Раніше таку ж кількість гравців серед номінантів мали Німеччина, причому двічі у 1974 та 1975 роках, Нідерланди (1978) та Англія (1987).
- Вперше з 1983 року були відсутні представники Іспанії.
- Вперше починаючи з 1961 року в загальному заліку опитування Німеччина була представлена лише 1 гравцем.
- Представники Німеччини 36 років поспіль згадувалися в анкетах респондентів. Усього за 37 років вручення нагороди футболісти Німеччини згадувалися в анкетах хоча б одного разу у 36-ти опитуваннях, італійські гравці згадувалися у 35-х опитуваннях, футболісти Англії — у 33-х, Франції — у 32-х, Іспанії — у 31-му, СРСР — у 29-ти, Швеції та Нідерландів — у 25-ти, Югославії — у 24-х, Шотландії — у 23-х, Португалії та Бельгії — у 22-х, Угорщини — у 20-ти опитуваннях.
- Вперше в опитуваннях був згаданий представник Норвегії — ліберо німецького клубу «Вердер» Руне Братсет. Норвегія стала 29-ю країною, чий гравець потрапив до списків «Франс Футбол». Цікаво, що передостанньою країною чий гравець потрапив до списків «Франс Футбол» була Албанія у 1987 році.
- Німецькі футболісти найчастіше потрапляли в загальний залік опитувань — 139 разів, італійські — 106, англійські — 103, радянські — 66, французькі та нідерландські — по 64, іспанські — 56, угорські — 50 разів.
- Водинадцяте лауреатом трофею став представник італійської першості. Італійський чемпіонат зміцнив лідерство за цим показником, у німецької першості було 8 трофеїв, у іспанської — 6, англійської — 4 трофеї.
- Всього в анкетах були згадані гравці із 14 клубів, серед них найбільше було представників «Мілана» — 5, «Барселони» — 3, «Вердера» та дортмундської «Боруссії» — по 2 гравці.
- Всього за 37 років проведення опитувань в анкетах був згаданий 461 футболіст зі 170 клубів. Футболісти «Ювентуса» були згадані в опитуваннях хоча б одного разу у 27-ми випадках, мадридського «Реала» — у 26-ти, «Інтернаціонале» та «Барселони» — у 24-х, «Мілана» — у 23-х, «Баварії» та «Манчестер Юнайтед» — у 22-х, «Кельна» — у 17-ти, «Тоттенгем Готспур» — у 16-ти, «Црвена Звезди» та «Аякса» — у 15-ти, «Бенфіки», празької «Дукли», «Ліверпуля» та київського «Динамо» — у 14-ти випадках.
- Лідером за кількістю футболістів, які фігурували в опитуваннях щотижневика «Франс Футбол» був «Ювентус» — 23 гравці, мадридський «Реал» представляв 21 гравець, «Барселону» — 18, «Мілан» та «Манчестер Юнайтед» — по 17, «Інтернаціонале» — 14, «Кельн» — 13, «Ліверпуль», «Аякс» та київське «Динамо» — по 12, «Андерлехт», «Баварію», «Бенфіку» та «Црвену Звезду» по 10 футболістів.
- Вперше в опитуваннях були згадані футболісти 2 клубів — «Пізи» та «Парми».
- Вперше в опитуваннях були згадані 9 футболістів, у тому числі 5 гравців збірної Данії та знаний нападник Денніс Бергкамп.
- Загалом 461 згаданий в анкетах футболіст за історію проведення опитування представляли 29 країн. Лідерами за кількістю таких футболістів були Німеччина — 45, Англія — 43 та Італія — 39 гравців. У десятку лідерів також входили Франція — 30, СРСР — 29, Іспанія — 26, Нідерланди — 25, Югославія — 23, Угорщина та Швеція — по 18 гравців.
- Рекордсменами за кількістю попадань у заліки опитувань залишалися Франц Бекенбауер та Йоган Кройф — в обох по 12 номінацій, у Еусебіу та Мішеля Платіні було 11 номінацій, у Льва Яшина, Джанні Рівери, Герда Мюллера — по 10, у Боббі Чарлтона та Сандро Маццоли — було по 9 номінацій.
- Лідером за кількістю потраплянь у чільну п'ятірку залишався Франц Бекенбауер — 10 разів, далі розташовувалися Мішель Платіні — 8, Йоган Кройф — 7, Еусебіу — 6, а також Карл-Гайнц Румменігге та Луїс Суарес — по 5 разів.
- Франц Бекенбауер також залишався лідером за кількістю потраплянь у 10-ку найкращих — 11 разів, за ним йшли Мішель Платіні та Йоган Кройф — по 9, Еусебіу, Джанні Рівера та Герд Мюллер — по 8, Боббі Чарлтон та Карл-Гайнц Румменігге — по 7 разів.